# Aeroportul Internațional Mostar
Aeroportul Internațional Mostar (IATA: OMO, ICAO: LQMO) este un aeroport din Ortiješ⁠(d), City of Mostar⁠(d), Cantonul Herțegovina-Neretva, Federația Bosniei și Herțegovinei, Bosnia și Herțegovina ce deservește zona Mostar. Aeroportul a fost tranzitat în 2022 de 10.711 pasageri. A fost deschis în 1965 și numit după zona deservită.
Situat la o altitudine de 48 m, aeroportul dispune de 1 pistă.

## Infrastructură

### Piste
Aeroportul dispune de o singură pistă. Pista 15/33 are suprafața de asfalt și dimensiunile 2.400 m × 45 m. 